# Lou Costello
Lou Costello   (Paterson, 6 de març de 1906 - Los Angeles, 3 de març de 1959) era un actor còmic nord-americà.
Va formar amb Bud Abbott una de les parelles còmiques més conegudes a Hollywood, parella de la qual ell n'era l'ànima. Va gaudir d'una enorme popularitat als Estats Units.

## Filmografia
- 1940: One night in the tropics
- 1941 
  - Buck privates
  - In the navy
  - Hold that ghost
  - Keep ´em flying
- 1942
  - Ride ´em cowboys
  - Rio Rita
  - Pardon my sarong
  - Who done it
- 1943
  - It ain´t hay
  - Hit the ice
- 1944
  - In society
  - Lost in a Harem
- 1945
  - Here come the Co-Eds
  - The naughty nineties
  - Abbott & Costello in Hollywood
- 1946
  - Little giant
  - The time of their lives
- 1947
  - Buck privates come home
  - The wistful widow of wagon gap
- 1948
  - The noose hangs high
  - Abbott and Costello meet Frankenstein
  - Mexican Hayride
- 1949
  - Africa screams
  - Abbott and Costello meet The Killer, Boris Karloff
- 1950: Abbott and Costello in the Foreign Legion
- 1951
  - Abbott y Costello meet the invisible man
  - Comin´ round the mountain
- 1952
  - Jack and the beanstalk
  - Lost in Alaska
  - Abbott and Costello meet Captain Kidd
- 1953
  - Abbott and Costello meet Dr. Jeckyll and Mr. Hyde
  - Abbott and Costello go to Mars
- 1955
  - Abbott and Costello meet the Keystone Kops
  - Abbott and Costello meet the Mummy
- 1956
  - Dance with me, Henry